# Gobiodon histrio
Gobiodon histrio és una espècie de peix de la família dels gòbids i de l'ordre dels perciformes.

## Morfologia
Els mascles poden assolir els 3,5 cm de longitud total.

## Distribució geogràfica
Es troba des del Mar Roig fins a Samoa, el sud del Japó i la Gran Barrera de Corall.